# Revuelta Redneck
La Revuela Redneck (Redneck Revolt, siendo su nombre en inglés) es un movimiento político de izquierda, que agrupa en su mayoría gente blanca perteneciente a la Clase obrera. El grupo apoya a la posesión de armas de fuego, y los miembros a menudo las portan libremente.Sus posiciones políticas son anticapitalistas, antirracistas y antifascistas. Fundada en Kansas en el año 2009, los miembros estuvieron presentes en varias protestas contra Donald Trump en gran parte del país y contra la extrema derecha en 2017.

## Historia
La Revuelta Redneck fue fundada en 2009, en parte en respuesta a las contradicciones percibidas del Movimiento Tea Party, y como una escisión del John Brown Gun Club, un proyecto de entrenamiento de armas de fuego y defensa comunitaria que fue fundado en Lawrence Kansas en 2004. El miembro fundador Dave Strano fue anteriormente parte de la Red de Ayuda Mutua de Kansas, conocida por participar en la organización de protestas contra la Convención Nacional Republicana]en 2004, en relación con las cuales él y otros comenzaron a entrenar con armas de fuego y participar en la defensa de la segunda enmienda. A principios de la década de los 2000, los miembros del John Brown Gun Club operaban manifestaciones antirracistas en exhibiciones de armas en Kansas.
El John Brown Gun Club buscó "desmitificar" las armas de fuego y distinguir su compromiso con la autodefensa comunitaria de los grupos clandestinos que defendían la guerra de guerrillas. Su primera gran movilización fue una protesta contra la conferencia nacional de 2005 del Proyecto Minuteman. Después de una larga  pausa, el grupo se volvió a formar como una organización nacional en el verano de 2016, utilizando los nombres de Redneck Revolt y John Brown Gun Club, con la intención de responder al crecimiento del populismo de derecha, particularmente entre los habitantes de comunidades rurales, y la clase trabajadora blanca. El grupo atribuye el uso de la palabra "redneck" a la época de las "guerras del carbón" una serie de disputas laborales en los Estados Unidos que ocurrieron desde alrededor de 1890 hasta alrededor de 1930, cuando la palabra se hizo popular entre mineros del carbón.El uso del término también pretende ser una forma de subversión o reapropiación.
Un miembro ha dicho que el grupo intenta "reconocer las formas en que hemos cometido errores y hemos comprado la supremacía blanca y el capitalismo, pero también nos damos un ambiente en el que está bien celebrar, la cultura sureña". Sus influencias políticas incluyen al abolicionista del siglo XIX John Brown, la Organización de los Jóvenes Patriotas, los Diáconos para la Defensa y la Justicia, la Rainbow Coalition, una alianza formada en Chicago en la década de 1960 entre Partido Pantera Negra, Young Lords y los Jóvenes Patriotas. El grupo se ve a sí mismo como parte de una tradición de la clase trabajadora blanca. "rebelión contra la tiranía y la opresión".

## Visión política

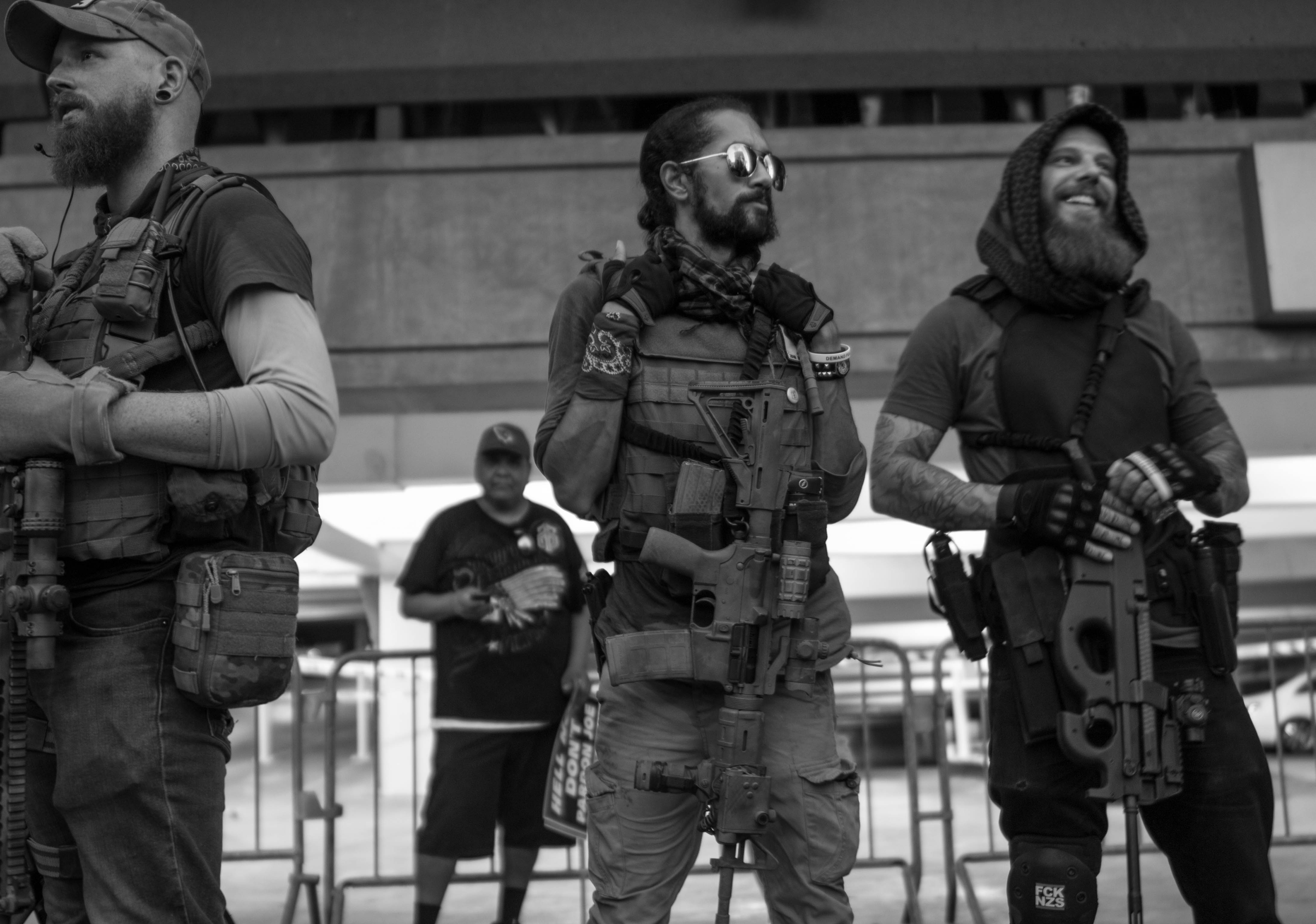
Miembros de Revuelta Redneck, en un mitin de Donald Trump durante su campaña presidencial en Phoenix, Arizona, septiembre del 2016

La Revuelta Redneck se posiciona en el Anticapitalismo, Antirracismo, y el Antifascismo. además de avalar el uso de la Acción directa. El Redneck Revolt apoya los derechos de los musulmanes, inmigrantes y comunidad LGBT además de oponerse a la desigualdad económica. La literatura del grupo no aboga por dar prioridad a la injusticia económica sobre el racismo o viceversa, sino que sostiene que ambos deben combatirse simultáneamente. Además el grupo apoya abiertamente el movimiento Black Lives Matter.
En el sitio web del grupo incluye declaraciones en oposición al capitalismo, el estado nacional, la supremacía blanca y "las guerras de los ricos" y defiende un "derecho de resistencia militante". Presentan una crítica de la supremacía blanca que describen como "un sistema de violencia y poder que garantiza que el poder político, económico y social se niegue a las personas que no son blancas". Describen su propósito de la siguiente manera:
Esperamos incitar un movimiento entre los trabajadores que trabaje hacia la liberación total de todos los trabajadores, independientemente del color de piel, origen religioso, orientación sexual, género, país de nacimiento o cualquier otra división que los jefes y políticos hayan utilizado. para fragmentar los movimientos por la libertad social, política y económica.
El sitio web también defiende la necesidad de revolución. Un portavoz del John Brown Gun Club de Phoenix, dijo en abril de 2017 que el grupo incluye anarquistas, comunistas, libertarios y republicanos. El grupo no se identifica a sí mismo como parte de la izquierda política, ni liberal. El geógrafo Levi van Sant ha argumentado que la ideología del grupo es una forma de socialismo libertario (especialmente por su resistencia sin líderes). El grupo no se considera un grupo Antifa. Aunque sus objetivos son similares, los miembros de Redneck Revolt no se cubren la cara y buscan ser "tan directos sobre quiénes [ellos] y qué [están] haciendo como sea posible". En junio de 2017, un portavoz dijo que "no tenemos un gran plan sobre cómo queremos rehacer el mundo. Estamos abordando un problema específico, que es la supremacía blanca, que creemos que está integrado en el capitalismo". El grupo apoya derechos de armas y organiza eventos de entrenamiento de armas de fuego. Los miembros consideran que el derecho a portar armas está relacionado con la necesidad de derrocar al estado. Los miembros a menudo portan sus armas de manera más abiertamente, como una declaración política que intimida a los oponentes y afirma los derechos de armas.
En una entrevista de mayo de 2017, un miembro dijo que el grupo usa armas solo en defensa propia y en "respuesta a un aumento de la violencia y la intimidación por motivos políticos contra las comunidades vulnerables". En septiembre de 2017, un miembro dijo: "No se trata de apoderarse de la cultura de las armas, ni de obsesionarse con las armas. Es solo reconocer que es útil saber cómo saber disparar y limpia un rifle tanto como para saber cómo arreglar el cableado en tu casa y usar una sierra circular".
La mayor visibilidad de Redneck Revolt en 2017 ha provocado un debate entre los activistas sobre los efectos de la protesta armada y la posibilidad de que el uso de armas de fuego pueda conducir a un aumento de la violencia. En mayo de 2017, un miembro dijo que Redneck Revolt se había acercado a grupos como el Three Percenters, un grupo predominantemente de derecha, con quien tienen algo en común. La práctica de portar armas de fuego abiertamente y un interés compartido en las armas ha llevado a diálogos con las milicias de derecha. Van Sant escribió en marzo de 2018 que "a través del diálogo paciente y la educación popular, varios capítulos de Redneck Revolt han podido desafiar las ideologías nacionalistas y libertarias de derecha y rechazarlas desde posiciones pro-inmigrantes y procapitalistas ". El grupo argumenta que la clase trabajadora blanca tiene más en común con la clase trabajadora gente de color que con los ricos. Dave Strano, miembro fundador, ha argumentado:
La historia de la clase trabajadora blanca ha sido una historia de ser un pueblo explotado. Sin embargo, hemos sido un pueblo explotado que explota aún más a otros explotados. Si bien hemos vivido en casas de vecindad y barrios marginales durante siglos, los ricos también nos han utilizado para atacar a nuestros vecinos, compañeros de trabajo y amigos de diferentes colores, religiones y nacionalidades.
El sitio web del grupo incluye declaraciones en oposición al capitalismo, el Estado-nación, la supremacía blanca y "las guerras de los ricos" y defiende un "derecho de resistencia militante". Presentan una crítica de la supremacía blanca que describen como "un sistema de violencia y poder que garantiza que el poder político, económico y social se niegue a las personas que no son blancas". Describen su propósito de la siguiente manera:
 Esperamos incitar un movimiento entre los trabajadores que trabaje hacia la liberación total de todos los trabajadores, independientemente del color de piel, credo religioso, orientación sexual, género, país de nacimiento o cualquier otra división que los jefes y políticos hayan utilizado. para fragmentar los movimientos por la libertad social, política y económica.

## Actividades
La Revuelta Redneck es una red nacional. Los grupos locales usan los nombres de Redneck Revolt y John Brown Gun Club. No hay un recuento oficial del número de organizaciones o células afiliadas al grupo, pero en diciembre de 2017, el grupo tenía alrededor de 45 células locales afiliadas en más de 30 estados de EE. UU. La membresía del grupo creció durante las elecciones presidenciales del 2016, y después de la manifestación de agosto de 2017 Unite the Right en Charlottesville, Carolina del Norte. En 2018, grupos locales en Shelby, Carolina del Norte, Portland Oregón, y Asheville, y Boone, Carolina del Norte, se desafiliaron de la red nacional. El grupo se centra en la organización antirracista entre los blancos pobres y la clase trabajadora, sin ser necesariamente blancos.
Por ejemplo, alrededor del 30% del grupo son personas de color. En mayo de 2018, un miembro dijo que al menos un tercio de los miembros del grupo eran mujeres, personas de color o personas no binarias. Las actividades administrativas y de comunicación se dividen por igual según el género. Hablando con Mark Bray, autor de "Antifa: The Anti-Fascist Handbook", uno de los cofundadores de Redneck Revolt dijo que la membresía del grupo incluye veteranos del ejército, ex republicanos y exmiembros de los Three Percenters. Redneck Revolt está activo en espacios en los que los grupos de supremacistas blancos también suelen reclutar, incluidos conciertos de Música country, espectáculos de armas, eventos de NASCAR, funciones de rodeo y ferias estatales. Las diferentes células brindan capacitación en armas de fuego y primeros auxilios, programas de alimentos y ropa y jardines comunitarios en las ciudades, eventos educativos y programas de intercambio de agujas.
Las actividades en torno a la justicia racial y los derechos de las personas transgénero están predominantemente orientadas a los blancos rurales, mientras que los eventos de capacitación en armas de fuego están orientados a mujeres y personas de color. En una entrevista de septiembre de 2017, un miembro dijo que el grupo estaba explorando formas de responder a los desafíos de la atención médica y la escasez de alimentos. Algunas de las actividades del grupo se basan en los Programas de supervivencia, conferencias de profugos del Partido Pantera Negra y la Organización de los Jóvenes Patriotas en la década de 1960.

### 2016-2019
Durante las protestas del oleoducto Dakota Access en 2016, Redneck Revolt publicó un panfleto dirigido a miembros de las milicias de derecha que argumentaba que no había ninguna razón por la que "la clase trabajadora blanca ... (debería) encontrar solidaridad con los ricos propietarios de ranchos blancos contra la gobierno, pero no gente de color de la clase trabajadora que defiende su propia tierra y comunidad ". El comité de Phoenix, Arizona de Redneck Revolt portaba abiertamente armas de fuego fuera de la Legislatura del estado de Arizona el día de la toma de posesión de Donald Trump en enero de 2017. Declararon su apoyo a quienes se oponían a Trump, incluidos los inmigrantes,Comunidad LGBT y musulmanes. En abril de 2017 miembros asistieron a una contraprotesta contra grupos como la Liga del Sur, el Partido Tradicionalista de los Trabajadores y el Movimiento Nacional Socialista en Pikeville, Kentucky. Más tarde, en abril, los miembros organizaron una barbacoa en Harrisburg, Pensilvania, donde Trump estaba celebrando sus primeros 100 días de presidencia.
La sección de Silver Valley, organizó una contramanifestación contra una manifestación del Ku Klux Klan en Asheboro Carolina del Norte, en mayo de 2017. En una publicación de Facebook, el grupo dijo: "Necesitamos hacerle saber al Klan que si abandonan sus enclaves habrá una amplia respuesta de la comunidad ... Este evento es para denunciar públicamente al Klan, su creencias y demostrar que no retrocederemos ". Un capítulo local de Redneck Revolt fue parte de una contraprotesta contra una manifestación de junio de 2017 en apoyo de Trump en Portland, Oregon. También en junio, los miembros formaron parte de una protesta contra la organización conservadora cristiana Focus on the Family en Colorado Springs, Colorado, que coincidió con un discurso de Mike Pence para celebrar el cuadragésimo aniversario del grupo.
El 23 de junio miembros armados de la Revuelta Redneck asistieron a una protesta en Kalkaska, Míchigan, en respuesta a los comentarios antimusulmanes hechos por Jeff Sieting, el presidente de la aldea. Los miembros llevaron una pancarta en apoyo de los musulmanes y dijeron que estaban allí para proteger a los manifestantes de los contramanifestantes que apoyaban Sieting. En agosto de 2017, los miembros participaron en protestas contra el discurso de Trump en Phoenix, Arizona.
En febrero de 2018, Dwayne E. Dixon, miembro de Redneck Revolt y profesor asistente en la Universidad de Carolina del Norte en Chapel Hill fue declarado inocente de delito menor cargos de armas por su papel en una protesta. contra un evento del Ku Klux Klan en Durham, Carolina del Norte, el agosto anterior. En septiembre de 2017, Redneck Revolt apoyó la Marcha Juggalo en Washington, una protesta de juggalos contra su designación como pandillas. La declaración de Redneck Revolt dijo que la marcha se alineó con su "creencia en el derecho a la autodeterminación y la autodefensa de la comunidad". En octubre de 2017, una rama de Redneck Revolt en el Suffolk, Nueva York, participó en la organización de una vigilia para las personas que sufren adicción a los opioides y las familias afectadas por la epidemia de opioides.

### Manifestación Unite the Right
En la manifestación Unite the Right en Charlottesville, Virginia, del 11 al 12 de agosto de 2017, varios capítulos de Redneck Revolt proporcionaron seguridad armada y asistencia médica para los contramanifestantes.  Días después, los miembros proporcionaron seguridad en una marcha "El odio no es bienvenido en el condado de Lane" en Eugene, Oregón, en respuesta a los eventos en Charlottesville. En octubre de 2017, Redneck Revolt fue uno de varios grupos nombrados como acusados en una demanda presentada en nombre de la ciudad de Charlottesville y varias empresas y asociaciones de vecinos con sede en Charlottesville que buscaban prohibir la milicia y la actividad paramilitar en Virginia.
Los grupos e individuos señalados como acusados, que también incluían al activista supremacista blanco Jason Kessler, fueron acusados de actividad paramilitar ilegal, asumiendo falsamente el papel de agentes del orden y constituyendo una molestia pública. La demanda identificó a Redneck Revolt y la Asociación Socialista del Rifle, un grupo antifascista que defiende el derecho de la clase trabajadora a portar armas, como "grupos de milicias privadas ... [que] ayudaron a crear y asegurar un área de preparación para los contramanifestantes". Mary McCord, una exfiscal federal que jugó un papel principal en la demanda, describió la decisión de incluir a Revuelta Redneck entre los acusados como "dolorosa" y dijo: "Este caso no fue concebido debido a Redneck Revolt, eso es seguro. Ellos se ajustan a la descripción, por lo que fue bastante difícil no incluirlos ". En junio de 2018, un grupo de miembros del clero pidió a la ciudad y a los demás demandantes que eliminaran Revuelta Redneck  de la denuncia. Argumentaron: "Existe una marcada diferencia entre los grupos supremacistas blancos armados que invadieron Charlottesville con la intención de hacer daño y los grupos armados antirracistas que vinieron a Charlottesville para ayudar a apoyar y proteger a nuestras comunidades más marginadas".

## Significado del grupo
En septiembre de 2017, el historiador Noel Ignatiev expresó su preocupación por el compromiso de Redneck Revolt con la "defensa de nuestras comunidades". Ignatiev argumentó que "en esta sociedad quienes comparten nuestras condiciones materiales, nuestros vecinos, nuestros familiares, nuestros amigos, las personas que trabajan junto a nosotros, generalmente reflejan a qué raza (y a nosotros) estamos asignados" y sostuvo que " El objetivo no es defender a la comunidad blanca, sino abolirla, y con ella todas las comunidades definidas por la preferencia u opresión racial". También criticó al grupo por no desafiar "las instituciones que reproducen la supremacía blanca, ni el sistema de justicia penal, ni las escuelas, ni la discriminación laboral, ni las políticas de préstamo y alquiler de bienes raíces" y concluyó que "los blancos organizados como blancos son peligrosos para la clase trabajadora y la humanidad, y los blancos armados organizados como blancos lo son doblemente, y esto es cierto independientemente de las intenciones de los organizadores ". Gabriel Kuhn respondió a Ignatiev en un artículo de 2018. Kuhn argumentó que "las organizaciones con el objetivo de movilizar y organizar principalmente entre la clase trabajadora blanca (...) son obligatorias si no queremos simplemente abandonar a esta parte de la población y entregarla a la derecha en bandeja de plata".
En marzo de 2018, el geógrafo Levi van Sant argumentó:
El modelo del socialismo libertario de la Redneck Revoltt revela cosas importantes, y debería ser una parte importante de la izquierda estadounidense. De particular importancia es su esfuerzo de Gramsiano para leer el "buen sentido en el sentido común" del populismo de derecha a través de un compromiso radical y de base.
 Van Sant también ha identificado tres lecciones que Redneck Revolt ofrece a la izquierda estadounidense, a saber, que los blancos de clase trabajadora "no son inherentemente conservadores"; que el éxito del grupo se basa en su crítica del liberalismo estadounidense moderno, incluso en cuestiones de armas de fuego; y que no emplean la retórica del privilegio, la diversidad o la inclusión de los blancos, sino que "se posicionan como parte de la clase trabajadora y las comunidades rurales blancas" y "actúan en solidaridad con los pueblos oprimidos". Van Sant concluyó que "el caso de Redneck Revolt sugiere que existen alternativas prometedoras al trumpismo que emanan del campo estadounidense con demasiada frecuencia ignoradas por la izquierda estadounidense".
En 2019, el sociólogo Teal Rothschild escribió que "La Revuelta Redneck trae venerables tradiciones activistas para influir en temas muy contemporáneos, incluida la política de identidad del siglo XXI". Como una estrategia para ayudar a las personas marginadas, las representaciones de los medios tienden a representarlas "como un oxímoron, como si el porte de armas y el antirracismo no fueran dos posiciones, sino dos polos opuestos". Rothschild señaló que "los estudios de movimientos sociales contemporáneos han comenzado centrar grupos que abarcan múltiples identidades y causas, y movimientos como Revuelta Redneckt sugieren exactamente por qué eso importa ... [Revuelta Redneck] nos recuerda la capacidad de una sola organización para tener una multiplicidad de significados, objetivos y prácticas".